# Rio Doce
Der Rio Doce [ˌχiu ˈdosi] (wörtlich „Süßer Fluss“) ist ein Fluss, der im Südosten Brasiliens in den Atlantik mündet. Von der Quelle in der Serra do Espinhaço im Bundesstaat Minas Gerais bis zur Mündung 100 km nördlich von Vitória im Bundesstaat Espírito Santo misst er 853 km. Vor der Mündung liegt eine Sandbank.
Wichtigere Orte am Fluss sind Ponte Nova, Ipatinga, Governador Valadares, Colatina und Linhares.
Seit Anfang des 19. Jahrhunderts wurde das Einzugsgebiet des Flusses von deutschen und italienischen Siedlern kolonisiert.

## Zuflüsse
Die Hauptzuflüsse des Rio Doce sind:
- Rio do Carmo
- Ribeirão Ipanema
- Rio Xopotó
- Rio Piracicaba
- Rio Casca
- Rio Santo Antônio
- Rio Manhuaçu
- Rio Resplendor
- Rio Guandu
- Rio Santa Maria do Doce
- Rio Pancas
- Rio São José
- Rio Caratinga
- Rio Suaçuí Pequeno
- Rio Suaçuí Grande
- Rio Brejaúba

## Umweltkatastrophe

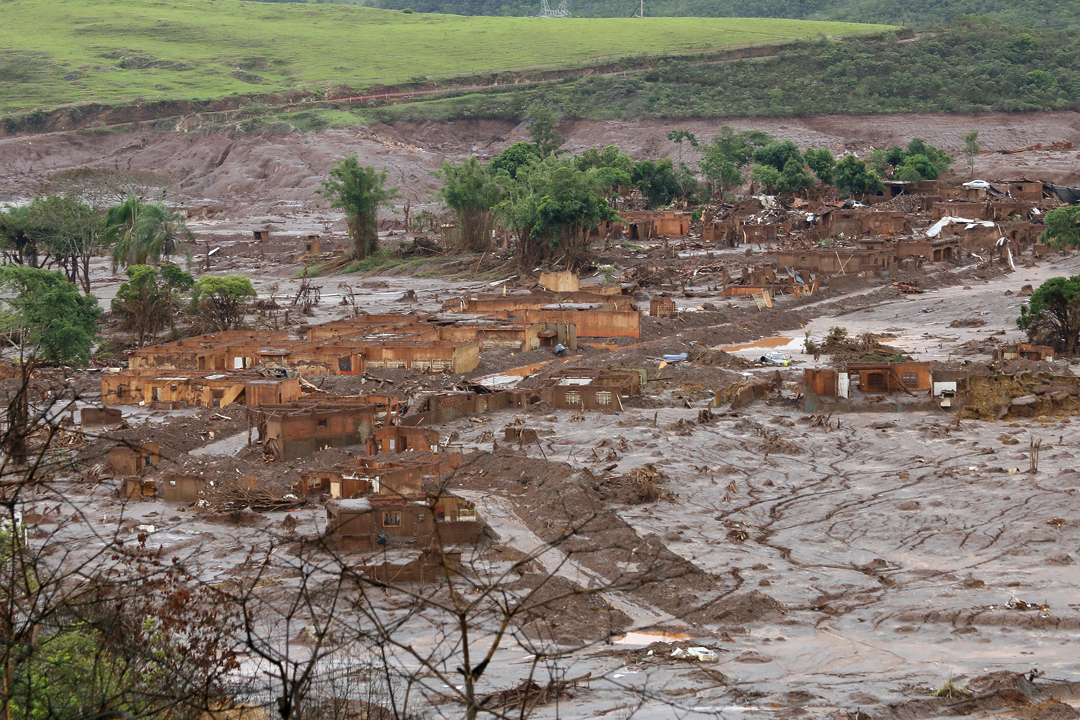
Mariana nach dem Unglück

Am 5. November 2015 brachen zwei von insgesamt drei Dämmen an einer Erzmine nahe der Stadt Mariana im Bundesstaat Minas Gerais und führten zur bis dato größten Bergbaukatastrophe Brasiliens. Wahrscheinlich war ein Erdbeben der Stärke 3 auf der Richter-Skala die Ursache der Dammbrüche. In den Stausee bzw. das Minenrückhaltebecken wurden Abwässer aus den Bergwerken geleitet. Der Fluss wurde auf einer Länge von über 650 Kilometern ökologisch zerstört, mit verheerenden und unabsehbaren Folgen für die angrenzenden Landstriche und die Küstengewässer der Region. Der giftige und unfruchtbare Schlamm hat nahezu alle Tiere im Fluss getötet. Bei dem Unglück starben mindestens 10 Menschen, mehr als 500 verloren ihre Wohnung. Mehrere hunderttausend Menschen waren von der Trinkwasserversorgung abgeschnitten und wurden von der Regierung mit Wasser versorgt. Am Wochenende des 20. November 2015 erreichte die Schlammbrühe die Küste. Umweltschützer sind nun besorgt über Korallenriffe, Thunfische, Meeresschildkröten und Buckelwale. Das Massensterben von Flora und Fauna und die weitere Verschmutzung des Meeres gefährden zudem den für die Küstenregion wichtigen Tourismus.
Auf Entschädigung warten die betroffenen seither vergebens und der Konsum von Fisch bleibt auch nach mehreren Jahren auf Grund von zu hohen Belastungen weiterhin untersagt.